# Anciennes unités de mesure russes

Unités de longueur traditionnelles russes.

Avant le tsar Pierre le Grand, différents systèmes de mesure étaient appliqués au niveau régional en Russie. Le système de mesures anglais fut adopté le 11 octobre 1835. Cependant, une tentative a été faite pour se rapprocher des mesures russes traditionnelles. Le système fut ensuite valable dans toute la Russie jusqu'en 1918 ou 1925, date à laquelle il fut remplacé par le système métrique.

## Unités de longueur
| Transcription   | cyrillique     | Traduction              | Définition         | Pouces anglais | Unités SI   |
| --------------- | -------------- | ----------------------- | ------------------ | -------------- | ----------- |
| Totchka         | точка          | point                   | 1⁄10 Linia         | 1⁄100          | = 254 µm    |
| Linia           | линия          | ligne                   | 1⁄10 diouïm        | 1⁄10           | = 2,54 mm   |
| Diouïm          | дюйм           | pouce                   | 1 diouïm = 1 pouce | 1              | = 2,54 cm   |
| Verchok         | вершок         | seizième de coudée      | 1⁄4 Piad           | 7⁄4            | = 4,445 cm  |
| Tchetvert, Piad | четверть, пядь | quart de coudée, travée | 1⁄4 Archine        | 7              | = 17,78 cm  |
| Fout            | фут            | pied                    | 12 Diouïm = 1 pied | 12             | = 30,48 cm  |
| Stopa           | стопа          | demi-coudée             | ½ archine          | 14             | = 35,56 cm  |
| Archine         | аршин          | coudée                  | 1⁄3 sagène         | 28             | = 71,12 cm  |
| Sagène          | сажень         | triple coudée           | 7 fouts            | 28×3           | = 2,1336 m  |
| Verste          | верста         | verste                  | 500 sagènes        | 28×1500        | = 1,0668km  |
| Milia           | миля           | mile                    | 7 verstes          | 28×1500×7      | = 7,4676 km |

## Unités de surface
| Transcription | cyrillique | Traduction  | Définition                     | Unités SI                     |
| ------------- | ---------- | ----------- | ------------------------------ | ----------------------------- |
| Diouïm²       | дюйм²      | pouce carré | 00000 1 Djuim² = 1 pouce carré | = 6,4516 cm²                  |
| Fout²         | фут²       | pied carré  | 000 144 Diuim² = 1 pied carré  | = 929,0304 cm² ≈ 9,29 dm²     |
| Archine²      | аршин²     |             | 000 784 Diouïm²                | = 5058,0544 cm² ≈ 50,58 dm²   |
| Sagène²       | сажень²    |             | 00000 9 Archine² = 49 Fout²    | = 45 522,4896 cm² ≈ 4,55 m²   |
| Dessiatine    | десятина   |             | 00 2400 sagènes²               | = 10 925,3975 m² ≈ 1,1 ha     |
| Verste²       | верста²    |             | 250 000 sagènes²               | = 1 138 062,24 m² ≈ 1,138 km² |

Jusqu'en 1753 la dessiatine était égale à 2500 sagènes carrées, soit la superficie d'un carré d'une côté de 1/10 verste (environ 11 381 m2) et était divisée en deux tchetverts. Il y avait aussi des dessiatines de 80 × 40 (= 3 200), 60 × 60 (= 3 600), 80 × 100 (= 8 000) et 100 × 100 (= 10 000) sagènes carrées (1,457 ha, 1,639 ha, 3,642 ha et 4,552 ha).

## Unités de volume

### Volumes secs
| Transcription | cyrillique | Traduction | Définition                   | Unités SI         |
| ------------- | ---------- | ---------- | ---------------------------- | ----------------- |
| Garnets       | гарнец     |            | 000 1 garnets = ½ tchetverka | ≈ 3,28 litres     |
| Tchetverka    | четверка   | quadruple  | 000 2 garnets = ¼ tchetverik | ≈ 6,559 litres    |
| Tchetverik    | четверик   |            | 000 8 garnets                | ≈ 26,238 litres   |
| Païak         | paye       |            | 00 16 garnets = 2 tchetverik | ≈ 52,476 litres   |
| Osmine        | осьмина    |            | 00 32 garnets = 2 païaks     | ≈ 104,951 litres  |
| Tchetvert     | четверть   | quart      | 00 64 garnets = 2 Osmina     | ≈ 209.902 litres  |
| Last          | ласт       | last       | 1024 garnets = 16 tchetvert  | ≈ 3358,432 litres |

Définition : 1 garnets = 200 diouïm cube = 200 pouces cubes.

### Volumes liquides
| Transcription | cyrillique | Traduction                     | Définition                 | Unités SI         |
| ------------- | ---------- | ------------------------------ | -------------------------- | ----------------- |
| Chkalik       | шкалик     |                                | 1⁄200 Vedro = ½ Tcharka    | ≈ 61 ml           |
| Tcharka       | чарка      |                                | 1⁄100 Vedro = 1⁄10 Kroujka | ≈ 123 ml          |
| Kroujka       | кружка     | tasse                          | 1⁄10 Vedro = 1 chtof       | ≈ 1,23 litre      |
| Vedro         | ведро      | seau                           | 0 1 vedro                  | ≈ 12,29941 litres |
| anker         | анкер      | ancre                          | 0 3 vedro                  | ≈ 36,898 litres   |
| Botchka       | бочка      | tonneau                        | 40 vedro                   | ≈ 491,976 litres  |
| Boutilka      | бутылка    | bouteille de bière ou de vodka | 1⁄20 vedro = 1⁄5 tchetvert | ≈ 0,615 litre     |
| Boutilka      | бутылка    | bouteille de vin               | 1⁄16 vedro = 1⁄4 tchetvert | ≈ 0,769 litre     |
| Chtof         | штоф       |                                | 1⁄10 vedro = 1 Kroujka     | ≈ 1,23 litre      |
| Tchetvert     | четверть   | quart                          | 1⁄4 vedro                  | ≈ 3,0748 litres   |

Un vedro d'eau pèse environ 30 livres, ce qui l'a par moments défini au XIXe siècle. Une autre définition était 1 Vedro = 750 Diouïms cubes = 750 Pouces cubes

## Unités de masse
| Transcription | cyrillique | Traduction | Définition               | Unités SI                    |
| ------------- | ---------- | ---------- | ------------------------ | ---------------------------- |
| Dolia         | доля       |            | 44434,9 ± 0,1 µg         | = 44,4349 mg                 |
| Zolotnik      | золотник   |            | 00 96 Dolia = 1⁄3 Lot    | = 4,2667504 g ≈ 4 267 g      |
| Lot           | лот        |            | 0 288 Dolia = 1⁄32 fount | = 12,7972512 g ≈ 12h80 g     |
| Lana          | лана       |            | 0 768 Dolia = 1⁄12 fount | = 34,1260032 g ≈ 34.13 g     |
| Fount         | фунт       | Livre      | 9216 Dolia               | = 409,5120384 g ≈ 409,5 g    |
| Poud          |            |            | 00 40 fount              | = 16 380,481536 g ≈ 16h38 kg |
| Korsets       |            |            | 0 240 Fount = 6 pouds    | = 98 282,889216 g ≈ 98,28 kg |
| Berkovets     | берковец   |            | 0 400 Fount = 10 pouds   | = 163 804,81536 g ≈ 163,8 kg |
| Pakken        | паккен     |            | 1200 Fount = 3 Berkovets | = 491 414,44608 g ≈ 491.4 kg |